# Philip R. Thompson

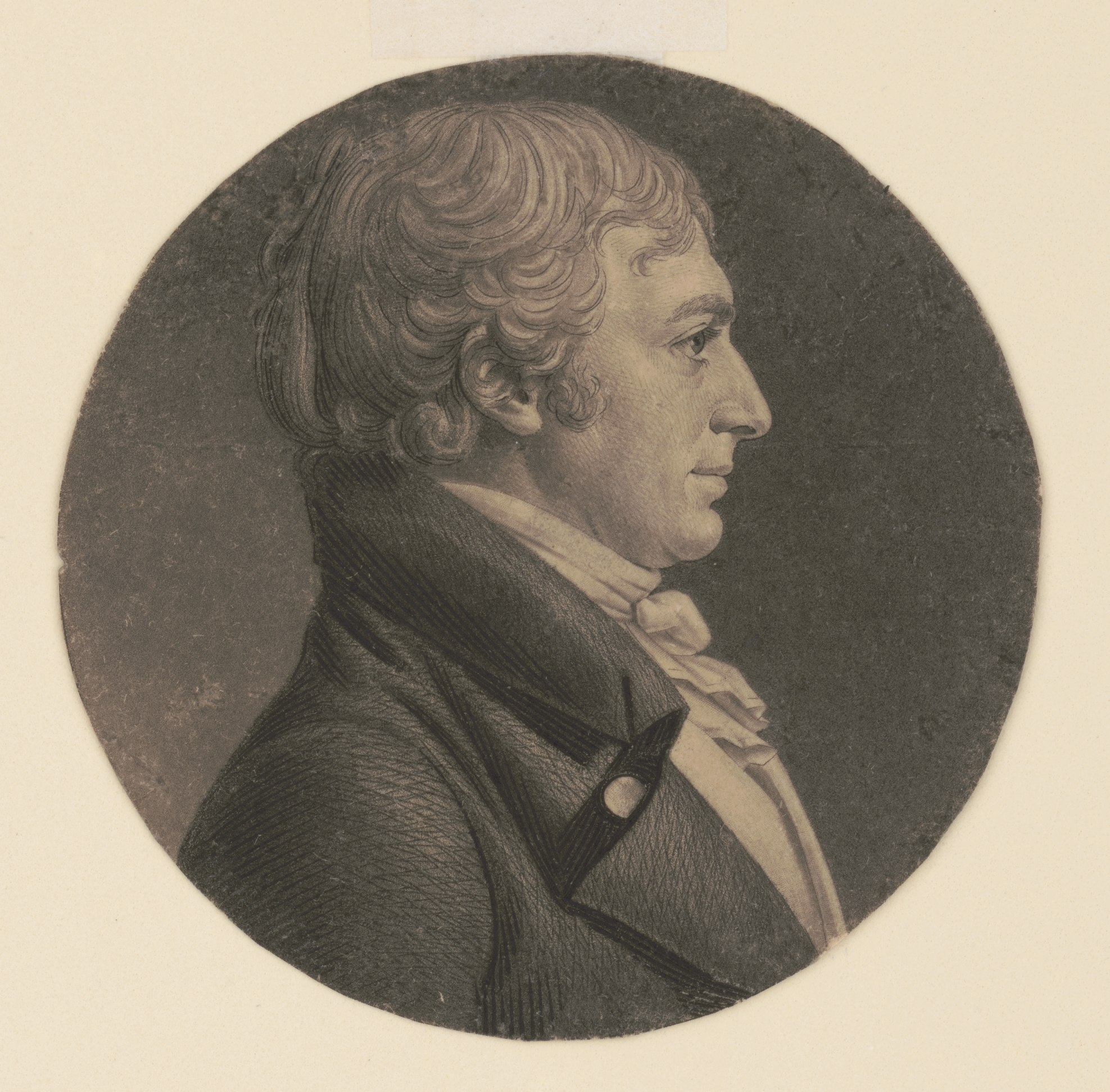
Philip R. Thompson

Philip Rootes Thompson (* 26. März 1766 bei Fredericksburg, Colony of Virginia; † 27. Juli 1837 im Kanawha County, Virginia) war ein US-amerikanischer Politiker. Zwischen 1801 und 1807 vertrat er den Bundesstaat Virginia im US-Repräsentantenhaus.

## Werdegang
Philip Thompson genoss eine private Schulausbildung und studierte danach am College of William & Mary in Williamsburg. Nach einem anschließenden Jurastudium und seiner Zulassung als Rechtsanwalt begann er in Fairfax in diesem Beruf zu arbeiten. Gleichzeitig schlug er eine politische Laufbahn ein. Von 1793 bis 1797 saß er im Abgeordnetenhaus von Virginia. Ende der 1790er Jahre wurde er Mitglied der von Thomas Jefferson gegründeten Demokratisch-Republikanischen Partei.
Bei den Kongresswahlen des Jahres 1800 wurde Thompson im 18. Wahlbezirk von Virginia in das US-Repräsentantenhaus in Washington, D.C. gewählt, wo er am 4. März 1801 die Nachfolge von John Nicholas antrat. Nach zwei Wiederwahlen konnte er bis zum 3. März 1807 drei Legislaturperioden im Kongress absolvieren. Seit 1803 vertrat er dort als Nachfolger von William Branch Giles den neunten Distrikt seines Staates. Während seiner Zeit als Kongressabgeordneter wurde im Jahr 1803 durch den von Präsident Jefferson getätigten Louisiana Purchase das Staatsgebiet der Vereinigten Staaten beträchtlich erweitert. Im Jahr 1804 wurde der zwölfte Verfassungszusatz ratifiziert.
Nach dem Ende seiner Zeit im US-Repräsentantenhaus praktizierte Philip Thompson wieder als Anwalt. Er starb am 27. Juli 1837 im Kanawha County im heutigen West Virginia.